# 动物王国 (马)
动物王国（Animal Kingdom），是美国一匹纯种竞赛马匹，赢得了第137届肯塔基打吡。这匹纯种马后来居上，2011年5月7日在肯塔基中部城市路易斯维尔的丘吉尔唐斯赛马场以两2分钟02秒的成绩赢得了2公里赛程的比赛。这一时间在赛马中具有典型意义，因为赛马有时被称为“运动中最激动人心的两分钟”。
这是“动物王国”第一次在泥地上比赛，这也是肯塔基赛马骑师维拉斯克斯在肯塔基打吡上首次旗开得胜，维拉斯克斯已经是第十三次参加这个赛马会了。
最初人们把赌注下在由赛马骑师齐托训练的一匹名叫戴尔莱德因的白马上，齐托曾两次在肯塔基赛马会上获胜。但是总的来说，这次由三岁的马匹进行竞争的赛马会并没有让赛马专家留下难忘印象。这次赛马会开始前仅一天，得到大众青睐的一匹赛马“莫叔叔”在训练它的骑师的要求下退出比赛，原因是不知什么原因这批马患上了肠胃疾病。这使得这次赛马会的阵容减弱。兽医还不能诊断为什么这匹马近来胃口不好、精力退化而且皮毛光泽也不如以前。
2013年3月31日奪得杜拜世界杯。